# Carinus római császár
Marcus Aurelius Carinus (257 körül – Nagy-Morava, 285 márciusa), a Római Birodalom társcsászára volt 283 vége és 285 eleje között. Rövid uralma alatt sikeresen hadakozott a kelták és a germánok ellen. Két trónháború mutatja, hogy nem volt kedvelt császár. Diocletianus elleni harcai közben egyik tisztje meggyilkolta.

## Életpályája

### Előélete
Életéről apja hatalomátvétele előtt nem tudni semmit.
Carus, trónralépését követően fiainak (Carinusnak először) a caesar és a Princeps Iuventutis címeket adományozta, amivel biztosította az utódlást. 283-ban apja és testvére, Numerianus Perzsiába mentek hadakozni II. Bahrám ellen, Carinusra hagyva a nyugati fél kormányzását.

### Uralkodás

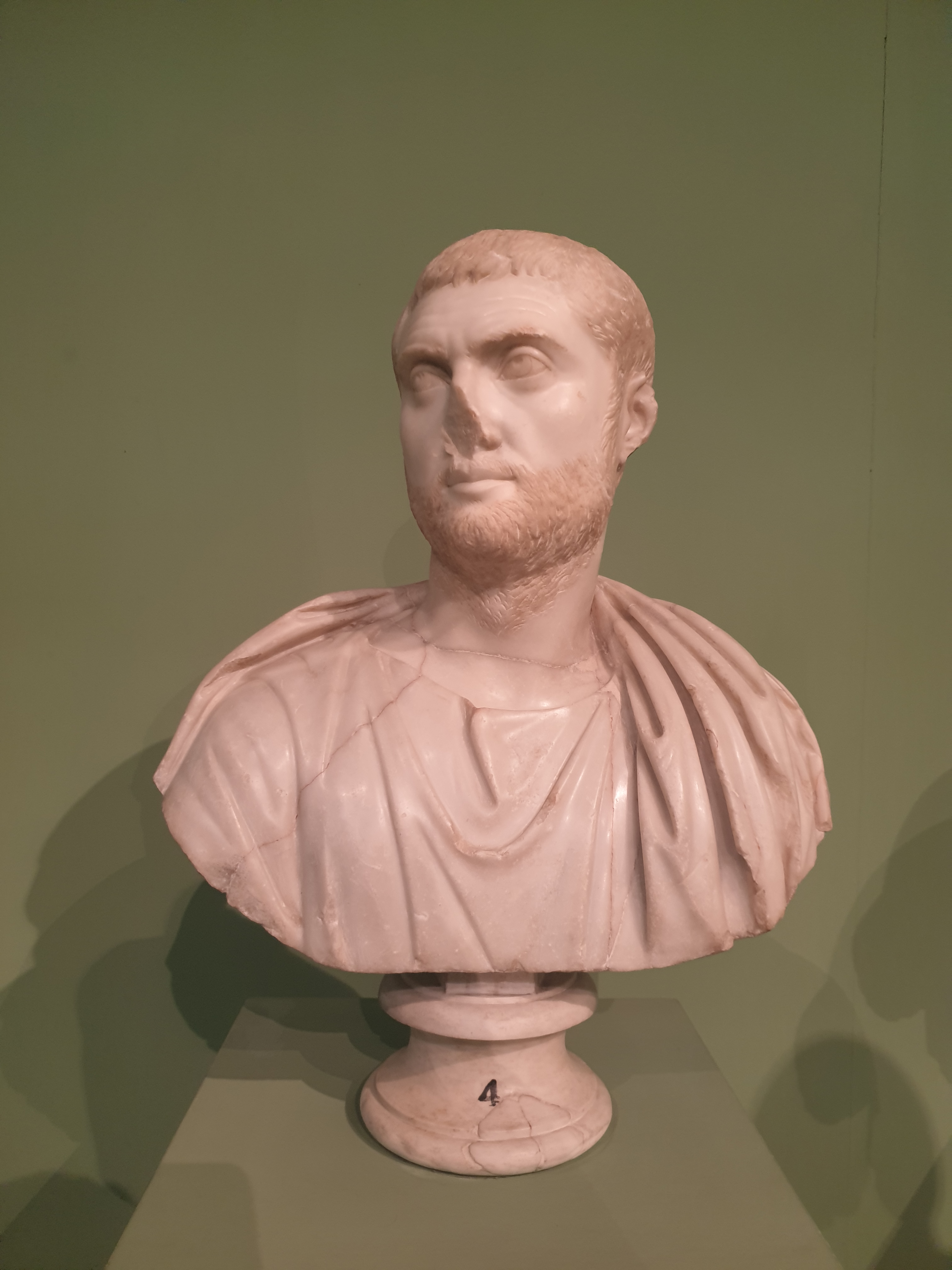
Carinus mellszobra

Carus perzsiai sikerei után Carinust 283-ban augustusi címet kapott, így apja társcsászára lett. Lugdunumban kibocsátott, békét ünneplő érméken együtt jelenik meg arcképük.
Amikor Carus császár homályos körülmények között meghalt a Tigris folyón túl, két fia ellenvetés nélkül foglalta el a trónt: Carinus a nyugati felet, Numerianus a keletit örökölte. Hazavonulása közben azonban Numerianus is meghalt, ekkor Carinus Britanniában tartózkodott. Serege saját császárt választott magának, mégpedig (Caius Valerius) Dioclest aki felvette a Diocletianus nevet. Ő volt Carus és Numerianus lehetséges gyilkosának gyilkosa. Carinus elterjesztette a germánok és britanniai kelták fölött aratott győzelmét és felvette a Germanicus Maximus és a Britannicus Maximus címeket. Nem volt még abban a helyzetben, hogy szembe tudjon szállni a trónkövetelővel, ugyanis egy Marcus Aurelius Sabinus Julianus nevű tisztségviselő fellázadt ellene Pannoniában. Julianus saját ellenőrzése alá vonta Sisciát (ma Sziszek), ahol pénzt veretett magának. 285 eleje táján Carinus dél felé vette az irányt seregével, és Verona szomszédságában megverte csapatait, átvéve fölöttük a parancsolást.
Ezután Diocletianus ellen indult és a Nagy-Morava (akkoriban Margus) folyó mellett harcba bocsátkozott vele. Diocletianus vesztésre állt, amikor Carinust meggyilkolta egy saját tribunusa. A közhiedelem úgy tartotta, hogy a férfi bosszúból ölte meg, mert a császár elcsábította a feleségét.

### Magánélete
Magánéletéről a Diocletianus uralma alatt íródott és Carinusszal rendkívül ellenséges Historia Augusta műből hallhatunk valamit.
|  | „Fürdővizét mindig hóval hűtötték... Városi praefectussá egyik ajtónállóját tette meg - ennél közönségesebb cselekedetet senki sem tudna kieszelni vagy elmondani... Carinus volt a legmocskosabb ember, házasságtörő és az ifjak megrontója (szégyellem elmondani, amit Onesimus leírt), élvezeteiben még az azonos neműeket sem kímélte... Összesen kilenc feleséget nyűtt el házasságai és válásai során, néhányat közülük még állapotosan taszított el.” |
|  | – Historia Augusta |

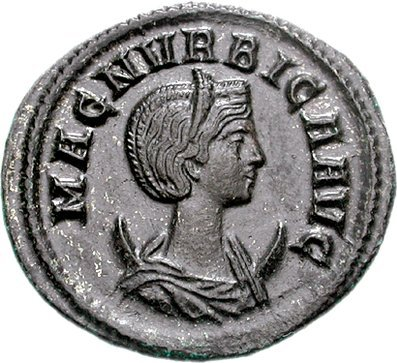
Magna Urbicát, a császár feleségét ábrázoló ezüstérme

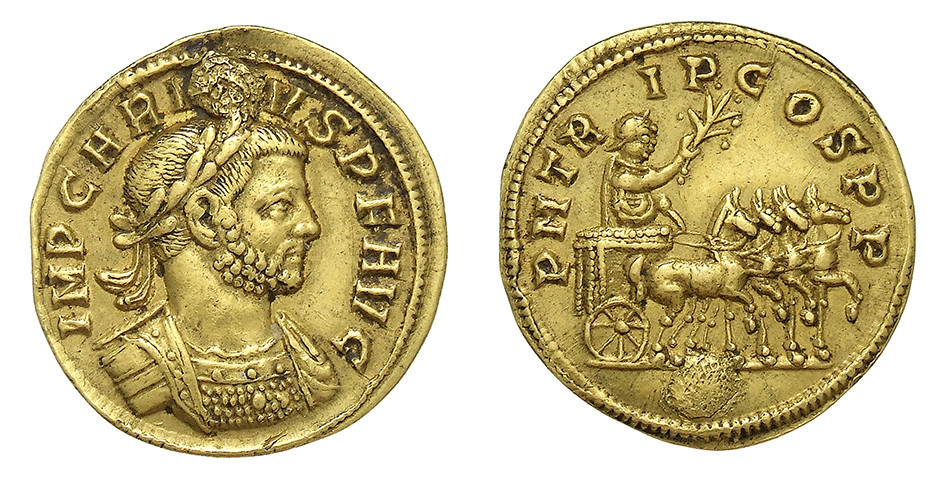
Carinus aranyérméjének két oldala

A Historia Augusta nem mellőzte még a túlzó pletykákat sem. A császár pénzérméi csak egy feleséget tüntetnek fel: Magnia Urbica. Carinus igyekezett népszerűsíteni az új császári házat. Egyik pénzfelirata egy bizonyos (Marcus Aurelius) Nigrinianust említ Carus unokájaként. Az, hogy melyik fiától származott, nem tudni.